# Генеральный секретариат Центральной рады
Генеральный секретариат Центральной Рады Украинской Народной Республики — орган исполнительной власти (правительство) Украины в 1917—1918 гг. Первый состав был сформирован 15 (28) июня 1917 года.
Первым президентом (председателем) Генерального секретариата стал Владимир Винниченко, один из лидеров Украинской социал-демократической рабочей партии.

## История
Генеральный секретариат был создан решением Центральной рады 15 (28 июня) 1917 года как орган исполнительной власти. В первый состав правительства входили 8 генеральных секретарей (министров) и генеральный писарь.
Первый состав Генерального секретариата:
- Владимир Винниченко — председатель, генсекретарь внутренних дел;
- Борис Мартос — генсекретарь по земельным вопросам;
- Симон Петлюра — генсекретарь по военным делам;
- Валентин Садовский — генсекретарь по судебным делам;
- Иван Стешенко — генсекретарь образования и науки;
- Николай Стасюк — генсекретарь по продовольственным делам;
- Христофор Барановский — генсекретарь финансов;
- Павел Христюк — генеральный писарь;
- Сергей Ефремов — генеральный секретарь по делам национальностей.

В январе 1918 года решением IV универсала Центральной рады Генеральный секретариат был преобразован в Совет народных министров УНР.